# رجام

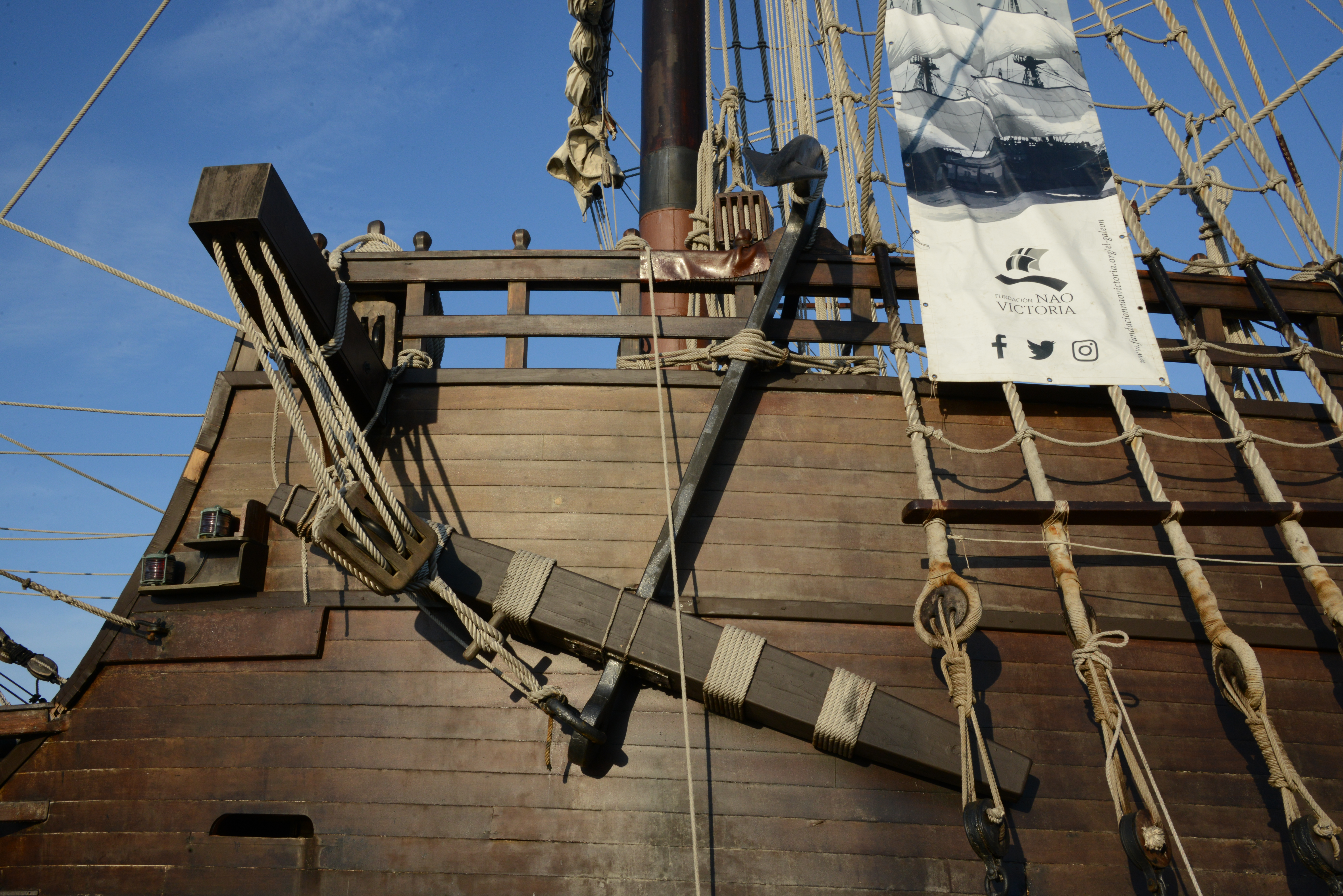
مرساة مثبتة على جانب السفينة. شعاع الإسقاط الذي يتدلى منه المرساة عندما لا يُرفعهو الرجام (عن يسار).

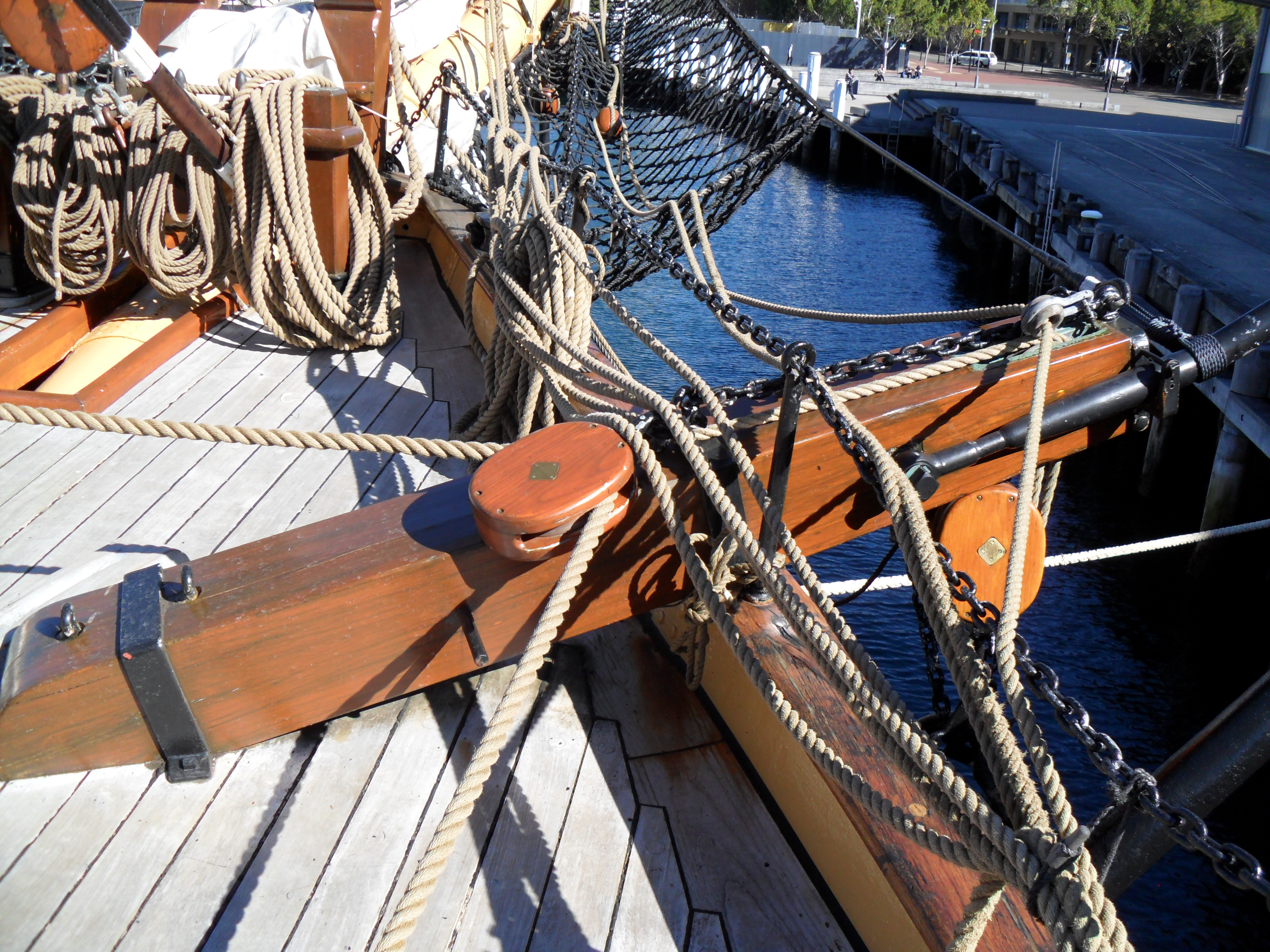

الرِّجام رافدة خشبية كبيرة تقع على جانبي قيدوم السفينة الشراعية ويميل إلى الأمام بزاوية 45 درجة تقريبًا. يستخدم الرجام لدعم مرساة السفينة عند رفعها (وزن المرساة) أو إنزالها (تركها) ، ولحمل المرساة على طرف مخزونها عند تعليقها خارج جانب السفينة.